# Liste der Bodendenkmäler in Rötz
Auf dieser Seite sind die Bodendenkmäler in der Oberpfälzer Stadt Rötz zusammengestellt. Diese Tabelle ist eine Teilliste der Liste der Bodendenkmäler in Bayern. Grundlage ist die Bayerische Denkmalliste, die auf Basis des Bayerischen Denkmalschutzgesetzes vom 1. Oktober 1973 erstmals erstellt wurde und seither durch das Bayerische Landesamt für Denkmalpflege geführt wird. Die folgenden Angaben ersetzen nicht die rechtsverbindliche Auskunft der Denkmalschutzbehörde.

## Bodendenkmäler der Gemeinde Rötz

### Gemarkung Berndorf
| Lage                | Objekt                                                                                 | Akten-Nr.     | Bild |
| ------------------- | -------------------------------------------------------------------------------------- | ------------- | ---- |
| Berndorf (Standort) | Mittelalterliches und frühneuzeitliches Goldabbaurevier mit Gruben, Gräben und Halden. | D-3-6641-0137 |      |

### Gemarkung Diepoltsried
| Lage                    | Objekt                                                                                 | Akten-Nr.     | Bild |
| ----------------------- | -------------------------------------------------------------------------------------- | ------------- | ---- |
| Diepoltsried (Standort) | Mittelalterliches und frühneuzeitliches Goldabbaurevier mit Gruben, Gräben und Halden. | D-3-6641-0043 |      |

### Gemarkung Fahnersdorf
| Lage                   | Objekt                                                                                 | Akten-Nr.     | Bild |
| ---------------------- | -------------------------------------------------------------------------------------- | ------------- | ---- |
| Fahnersdorf (Standort) | Mittelalterliches und frühneuzeitliches Goldabbaurevier mit Gruben, Gräben und Halden. | D-3-6541-0037 |      |

### Gemarkung Gmünd
| Lage             | Objekt                                                                                 | Akten-Nr.     | Bild |
| ---------------- | -------------------------------------------------------------------------------------- | ------------- | ---- |
| Gmünd (Standort) | Mittelalterlicher Erdstall.                                                            | D-3-6641-0004 |      |
| Gmünd (Standort) | Mesolithische Freilandstation.                                                         | D-3-6641-0030 |      |
| Gmünd (Standort) | Mittelalterliches und frühneuzeitliches Goldabbaurevier mit Gruben, Gräben und Halden. | D-3-6641-0044 |      |
| Gmünd (Standort) | Spätpaläolithische und mesolithische Freilandstation, vorgeschichtliche Siedlung.      | D-3-6641-0058 |      |

### Gemarkung Grassersdorf
| Lage                    | Objekt                       | Akten-Nr.     | Bild |
| ----------------------- | ---------------------------- | ------------- | ---- |
| Grassersdorf (Standort) | Mittelalterlicher Burgstall. | D-3-6641-0091 |      |

### Gemarkung Heinrichskirchen
| Lage                        | Objekt | Akten-Nr.     | Bild |
| --------------------------- | --- | ------------- | ---- |
| Heinrichskirchen (Standort) | Archäologische Befunde des Mittelalters und der frühen Neuzeit im Bereich der Katholischen Pfarrkirche St. Nikolaus in Heinrichskirchen, darunter die Spuren von Vorgängerbauten bzw. älterer Bauphasen. | D-3-6641-0103 |      |

### Gemarkung Hetzmannsdorf
| Lage                     | Objekt | Akten-Nr.     | Bild |
| ------------------------ | --- | ------------- | ---- |
| Hetzmannsdorf (Standort) | Archäologische Befunde im Bereich der mittelalterlichen Burgruine Schwarzenburg.                                                                 | D-3-6640-0107 |      |
| Hetzmannsdorf (Standort) | Mesolithische Freilandstation. | D-3-6641-0034 |      |
| Hetzmannsdorf (Standort) | Archäologische Befunde des abgegangenen frühneuzeitlichen Pflegschlosses in Bauhof und des mittelalterlichen Wirtschaftshofes der Schwarzenburg. | D-3-6641-0160 |      |

### Gemarkung Hillstett
| Lage                 | Objekt | Akten-Nr.     | Bild |
| -------------------- | --- | ------------- | ---- |
| Hillstett (Standort) | Archäologische Befunde des abgegangenen frühneuzeitlichen Schlosses und mittelalterlichen Adelssitzes von Hillstett. | D-3-6640-0005 |      |

### Gemarkung Pillmersried II
| Lage                       | Objekt | Akten-Nr.     | Bild |
| -------------------------- | --- | ------------- | ---- |
| Pillmersried II (Standort) | Mittelalterlicher Erdstall.                                                                                             | D-3-6641-0015 |      |
| Pillmersried II (Standort) | Archäologische Befunde des abgegangenen frühneuzeitlichen Schlosses und mittelalterlichen Adelssitzes von Pillmersried. | D-3-6641-0155 |      |

### Gemarkung Pillmersried I
| Lage                      | Objekt | Akten-Nr.     | Bild |
| ------------------------- | --- | ------------- | ---- |
| Pillmersried I (Standort) | Archäologische Befunde der frühen Neuzeit im Bereich der Katholischen Nebenkirche St. Antonius von Padua in Pillmersried, darunter die Spuren von Vorgängerbauten bzw. älterer Bauphasen. | D-3-6641-0156 |      |

### Gemarkung Rötz
| Lage            | Objekt | Akten-Nr.     | Bild |
| --------------- | --- | ------------- | ---- |
| Rötz (Standort) | Mesolithische Freilandstation. | D-3-6641-0027 |      |
| Rötz (Standort) | Spätpaläolithische und mesolithische Freilandstation, vorgeschichtliche Siedlung. | D-3-6641-0029 |      |
| Rötz (Standort) | Archäologische Befunde des Mittelalters und der frühen Neuzeit im Bereich der Stadtpfarrkirche St. Martin in Rötz, darunter die Spuren von Vorgängerbauten bzw. älterer Bauphasen.                        | D-3-6641-0114 |      |
| Rötz (Standort) | Archäologische Befunde des Mittelalters und der frühen Neuzeit im historischen Stadtkern von Rötz. | D-3-6641-0115 |      |
| Rötz (Standort) | Archäologische Befunde der mittelalterlichen und frühneuzeitlichen Stadtbefestigung von Rötz. | D-3-6641-0116 |      |
| Rötz (Standort) | Archäologische Befunde des Mittelalters und der frühen Neuzeit im Bereich des ehemaligen Pflegschlosses von Rötz, darunter die Spuren von Vorgängerbauten bzw. älterer Bauphasen.                         | D-3-6641-0117 |      |
| Rötz (Standort) | Archäologische Befunde der frühen Neuzeit im Bereich der Katholischen Friedhofkirche St. Salvator zur Schmerzhaften Muttergottes in Rötz, darunter die Spuren von Vorgängerbauten bzw. älterer Bauphasen. | D-3-6641-0118 |      |
| Rötz (Standort) | Archäologische Befunde des abgegangenen frühneuzeitlichen Augustinerklosters in Rötz. | D-3-6641-0119 |      |
| Rötz (Standort) | Spätpaläolithische und mesolithische Freilandstation, Siedlungen der Jungsteinzeit und der Spätlatènezeit.                                                                                                | D-3-6641-0161 |      |

### Gemarkung Steegen
| Lage               | Objekt | Akten-Nr.     | Bild |
| ------------------ | --- | ------------- | ---- |
| Steegen (Standort) | Mesolithische Freilandstation.                                                                                          | D-3-6641-0037 |      |
| Steegen (Standort) | Mittelalterliches und frühneuzeitliches Goldabbaurevier mit Gruben, Gräben und Halden.                                  | D-3-6641-0045 |      |
| Steegen (Standort) | Archäologische Befunde des Mittelalters und der frühen Neuzeit im Bereich des abgegangenen Hammerschlosses von Steegen. | D-3-6641-0113 |      |